# Enrique Grimarest
Enrique Grimarest, gobernador intendente de las Provincias de Sonora y Sinaloa. Era brigadier del ejército español, previamente nombrado comandante militar e intendente de la Real Hacienda. Fue coronel de los reales ejércitos, teniente de rey de la provincia de Yucatán y comandante de la plaza de Campeche en 1786.
El nombramiento como gobernador de la Provincia de Sonora le llegó cuando estaba en Campeche el día 1 de mayo de 1788. Su nombramiento lo hizo segundo intendente de Sonora, que tomó posesión formal el 6 de junio de 1790, a su llegada a Arizpe, pero entró en su provincia por el sur y así comenzó a realizar la visita que a todos los intendentes les estaba encargada. Además de las noticias remitidas regularmente a Ugarte y Revillagigedo, Grimarest elaboró a instancias del virrey un pormenorizado informe de la situación de las misiones de la provincia, cuya decadencia era notoria desde la expulsión de los jesuitas, con excepción de las ocho de la Pimería Alta, en las que los misioneros habían conservado el gobierno temporal de sus poblaciones. Grimarest propuso y obtuvo la organización de cuatro compañías de mulatos para la defensa del puerto de Mazatlán, e informó de que ningún pueblo tenía Propios y Arbitrios por el poco arreglo que se había tenido en la distribución de tierras, ignorándose la legitimidad de algunas propiedades, o el límite de las realengas, por lo cual pidió al virrey el envío de un agrimensor. Igualmente expuso no ser necesaria en Sonora la formación de cementerios, por la escasa población de sus pueblos y misiones. También ponderó el poco caudal y las dificultades con se desenvolvían los vecinos, proponiendo se les exonerase de algunos derechos atendiendo al servicio que hacían participando en la defensa de la provincia, de la que Grimarest, en cumplimiento de la Ordenanza, visitó una parte. Su muerte el 11 de diciembre de 1792 en Nuri, obligó a suspender la expedición que entonces se proyectaba para asegurar definitivamente el camino de Sonora a Nuevo México. En 1790 una vez que se hizo cargo a la vez del gobierno de las expresadas provincias, dos años después encabezó una expedición encargada de reabrir el camino de Arizpe a Santa Fe de Nuevo México, iniciado por Juan Bautista de Anza dos años antes, y entregó el mando al licenciado Tresierra en 1793.
Su hijo Enrique Grimarest fue un importante militar en la independencia de México.